# Bisbat de Pozzuoli
El bisbat de Pozzuoli (italià: Diocesi di Pozzuoli; llatí: Dioecesis Puteolana) és una seu de l'Església catòlica, sufragània de l'arquebisbat de Nàpols, que pertany a la regió eclesiàstica Campània. El 2013 tenia 527.490 batejats d'un total 535.817 habitants. Actualment està regida pel bisbe Gennaro Pascarella.

## Territori
La diòcesi comprèn la ciutat de Pozzuoli, els municipis de Quarto, Bacoli, Monte di Procida, Marano di Napoli i alguns barris de la zona occidental de Nàpols (Fuorigrotta, Bagnoli, Pianura, Soccavo per la fascia che sovrasta il cratere di Quarto).
La seu episcopal és la ciutat de Pozzuoli, on es troba la basílica catedral de sant Pròcul màrtir. A Monterusciello es troba la cocatedral de Sant Pau Apòstol.
El territori diocesà està dividit en 69 parròquies, reagrupades en 8 foranies: Bacoli-Monte di Procida, Bagnoli, Fuorigrotta, Quarto, Pianura, Pozzuoli 1, Pozzuoli 2 i Soccavo.

## Història
La primera notícia històricament assegurada de l'existència d'una comunitat cristiana a Pozzuoli, se'ns dona per l'evangelista sant Lluc, que en la descripció de les etapes del viatge fet per l'apòstol sant Pau de Cesarea de Palestina a Roma, ho va expressar així: 
| « | D'allí vam llevar àncores i anàrem fins a Regium. Un dia després es va girar migjorn, i el segon dia vam arribar a Putèols, on vam trobar alguns germans, que ens demanaren de quedar-nos amb ells set dies. Així vam arribar a Roma. | » |

L'estada de l'apòstol Pau a Pozzuoli en companyia de Lluc es data, d'acord amb l'opinió comuna dels estudiosos, a la primavera del 61.
Si la segona meitat del segle i hi va haver una comunitat cristiana a Pozzuoli, s'ha de concloure que el cristianisme va arribar molt aviat i que probablement el van portar jueus conversos. Als molls puteolans arribaven no només els orientals que es dirigien a Roma, sinó que tots els vaixells procedents dels ports de la Mediterrània i pel que els comerciants de tots els països acudien a la ciutat, reunint-se en corporacions nacionals i important la seva religió. Els jueus tenien el seu propi districte, com ho testifiquen Flavi Josep, que va desembarcar a Pozzuoli en l'any 64 després de sobreviure a un naufragi al mar de Sirte, es va reunir amb els seus compatriotes que exercien les professions de préstec de diners, fiança de mercaderia emmagatzemada i destinada a Roma.
D'acord amb una tradició que es remunta a l'edat mitjana o fins i tot el segle xvi, el primer bisbe de la ciutat va ser Pàtrobes, citat per Pau en la seva carta als Romans i consagrat per sant Pere en el 42, i el segon va ser Celso. Aquests dos sants, però, com a resultat d'extensos estudis realitzats pel prof. Angelo D'Ambrosio durant el pontificat del Papa Joan XXIII, com a part d'una àmplia reforma del calendari de festes litúrgiques de les esglésies locals, han estat identificats com a sants imaginaris que en realitat mai van existir i després retirats durant la redacció del nou calendari. No obstant això, els dos encara són molt venerats pel poble de Pozzuoli com ho demostra el fet que durant la processó anual dels sants patrons, que té lloc el segon diumenge de maig, encara es porta el bust de Sant Cels.
El primer bisbe històricament testificat és en canvi el usurpador Fiorenzo, de qui parlen els emperadors Flavi Gracià i Valentinià II en una carta al seu vicari Aquilino (Baronio). La diòcesi sempre ha estat sufragània de l'arquebisbat de Nàpols.
L'església catedral va ser construïda entre els segles V i VI al lloc de l'antic temple de Júpiter, construït per Luci Calpurni en honor d'Octavi Cèsar August: el vell edifici va ser fet restaurat pel bisbe va fer Martín de León Cárdenas (1631-1650) i es va dedicar als sants Gennaro, bisbe de Benevent, i Pròcul, el seu diaca, que van ser martiritzats a Pozzuoli durant el regnat de Dioclecià. L'edifici va ser irreparablement malmès per un incendi en 1964: la càtedra episcopal després va ser traslladada a l'església del Carme, que va assumir el paper de Procatedral. En 1995 l'església de San Paolo al modern barri del Monterusciello va ser elevada a la categoria de cocatedral i l'11 de maig de 2014 la catedral basílica va ser solemnement reoberta al culte.
Des del 5 d'agost de 1958 al 3 de març de 1966 la seu de Pozzuoli es va unir in persona episcopi a l'arquebisbat de Nàpols; el 8 de juliol de 1961, el Papa Joan XXIII, amb la butlla Cognitum est omnibus, va concedir al cardenal Alfonso Castaldo l'ús del pal·li també a la diòcesi puteolana.

## Cronologia episcopal
- Giovanni ? †
- Fiorenzo † (citat el 372)
- Teodoro † (vers 408 - 13 de maig de 435 mort)
- Giuliano † (citat el 449)
- Stefano †[5]
- Claudio † (citat el 465)[6]
- Aucupio † (inicis de 495 ? - finals de 499)
- Gemino † (citat el 558/560)
- Anonimo † (citat el 600)
- Zosimo ? †
- Gaudioso † (citat el 680)
- Leone † (? - 1030 jubilat)
- Donato † (inicis de 1119 - finals de 1121)
- Mauro † (citat el 1135)
- Giovanni II † (citat el 1153)
- M. (Marco?) † (citat el 1187)
- Riccardo † (citat el 1257)
- Matteo † (citat el 1274)
- Angelo † (inicis de 1275 - finals de 1279)
- Francesco I † (citat el 1282)
- Angelo II † (inicis de 1284 - finals de 1295)
- Giovanni Brito † (1298 - 1304)
- Francesco II † (1304 - 1304)
- Niccolò Scondito † (? - de setembre de 1308 mort)
- Giovanni IV † (citat el 1309)
- Guglielmo da Sallone, O.F.M. † (vers 1317 - 1 de juny de 1324 nomenat bisbe d'Aversa)
- Paolino, O.F.M. † (20 de juny de 1324 - 1344 mort)
- Landolfo Capece-Latro † (5 de juliol de 1344 - ? mort)
- Ludovico di Casale † (17 d'octubre de 1373 - vers 1380 nomenat arquebisbe de Ravenna)
- Francesco III † (citat el 1380)
  - Pietro Albertini † (15 de juny de 1380 - 1385 nomenat bisbe de Penne) (antibisbe)
  - Pietro † (23 de desembre de 1385 - ?) (antibisbe)
- Niccolò II † (? - 1390)
- Francesco IV † (1391 - ?)
- Filippo † (18 de setembre de 1395 - 20 de novembre de 1398 nomenat bisbe dels Marsos)
- Ludovico II † (9 de maig de 1399 - 1401 mort)
- Simone Lopa † (26 de març de 1401 - 1401 mort)
- Tommaso Torelli † (13 d'octubre de 1401 - 1401 mort)
- Tommaso Brancaccio † (1405 - 30 de juliol de 1405 nomenat bisbe de Tricarico) (bisbe electe)
- Lorenzo de Gilotto † (29 de setembre de 1405 - 1434 mort)
- Matteo Custia † (9 d'abril de 1434 - 1434 mort)
- Lorenzo da Nàpols, O.F.M. † (18 de febrer de 1435 - 29 de març de 1447 nomenat bisbe de Tricarico)
  - Ludovico de Costanzo † (31 de maig de 1447 - 1447) (administrador apostòlic)
- Angelo de Costanzo † (citat el 1447)
- Lorenzo III † (citat el 1465)
- Tommaso Carafa † (29 de gener de 1470 - 13 d'agost de 1473 nomenat bisbe de Trivento)
- Pirro de Azzia † (8 d'octubre de 1473 - 1493 mort)
  - Giacomo Orsini † (1 de desembre de 1493 - ? mort) (bisbe electe)
- Antonio Giaconi † (19 de març de 1494 - 1514 mort)
  - Bernardo Dovizi da Bibbiena (1514 - 1514) (administrador apostòlic)
- Simeone de' Vernacoli † (6 de juliol de 1515 - 1537 mort)
- Carlo Borromeo † (6 de juliol de 1537 - 1540 mort)
- Bernardino Castellari † (17 d'agost de 1540 - 1542 renuncià)[7]
- Gian Matteo Castaldo, O.S.B.Oliv. † (1 de març de 1542 - 1586 mort)
- Lonardo Vairo, O.S.B. † (7 de gener de 1587 - 4 de gener de 1603 mort)
- Jerónimo Bernardo de Quirós, O. Praem. † (18 d'agost de 1604 - 31 d'agost de 1615 mort)
- Lorenzo Monzonís Galatina, O.F.M. † (20 de novembre de 1617 - 11 de febrer de 1630 mort)
- Martín de León Cárdenas, O.E.S.A. † (7 d'abril de 1631 - 27 d'agost de 1650 nomenat arquebisbe de Palerm)
- Giovanni Battista Visco, O.F.M. † (6 d'octubre de 1653 - 1663 mort)
- Benito Sánchez de Herrera † (24 de març de 1664 - 14 de juny de 1674 mort)
- Carlo della Palma, C.R. † (27 de maig de 1675 - 1682 mort)
- Diego Ibáñez de la Madrid y Bustamante † (2 d'octubre de 1684 - 9 de juny de 1687 nomenat bisbe de Ceuta)
- Domenico Maria Marchesi, O.P. † (31 de maig de 1688 - de maig de 1692 mort)
- José Sanz de Villaragut, O.F.M. † (2 de gener de 1693 - 18 de juny de 1696 nomenat bisbe de Cefalù)
- Carlo Cuzzolini † (25 de febrer de 1697 - d'agost de 1698 mort)
- Giuseppe Falces, O.F.M. † (11 d'abril de 1699 - de novembre de 1703 mort)
- Michele Petirro † (14 de desembre de 1705 - 24 d'abril de 1709 mort)
- Pietro Cavalcante, C.R. † (22 de maig de 1713 - 31 de juliol de 1723 mort)
- Tommaso Angelo Passante, Sch.P. † (29 de gener de 1725 - de novembre de 1732 mort)
- Niccolò de Rosa † (2 de desembre de 1733 - de gener de 1774 mort)
- Gerolamo Landolfi † (29 de maig de 1775 - 21 de novembre de 1789 mort)
- Gaetano Maria Capece, C.R. † (27 de febrer de 1792 - de juny de 1794 mort)
- Carlo Maria Rosini † (18 de desembre de 1797 - 18 de febrer de 1836 mort)
- Pietro Ignazio Marolda, C.SS.R. † (19 de maig de 1837 - 15 de març de 1842 mort)
- Raffaele Purpo † (3 d'abril de 1843 - 23 de desembre de 1876 mort)
- Gennaro De Vivo (23 de desembre de 1876 - 15 de febrer de 1893 mort)
- Michele Zezza † (12 de juny de 1893 - 3 de juliol de 1919 nomenat arquebisbe titular d'Ancira)
- Giuseppe Petrone † (23 de setembre de 1921 - 23 de març de 1933 mort)
- Alfonso Castaldo † (27 de març de 1934 - 14 de gener de 1950 nomenat arquebisbe titular de Tessalònica)
  - Alfonso Castaldo † (14 de gener de 1950 - 5 d'agost de 1958 nomenat arquebisbe de Nàpols) (administrador apostòlic)
- Alfonso Castaldo † (5 d'agost de 1958 - 3 de març de 1966 mort) (per segonda vegada)
  - Salvatore Sorrentino † (3 de març de 1966 - 21 de febrer de 1974 nomenat bisbe) (administrador apostòlic)
- Salvatore Sorrentino † (21 de febrer de 1974 - 8 de maig de 1993 jubilat)
- Silvio Padoin (8 de maig de 1993 - 2 de setembre de 2005 jubilat)
- Gennaro Pascarella, des del 2 de setembre de 2005

## Estadístiques
A finals del 2013, la diòcesi tenia 527.490 batejats sobre una població de 535.817 persones, equivalent 98,4% del total.
| any  | població | població | població | sacerdots | sacerdots       | sacerdots       | sacerdots             | diaques | religiosos | religiosos | parroquies |
| ---- | -------- | -------- | -------- | --------- | --------------- | --------------- | --------------------- | ------- | ---------- | ---------- | ---------- |
| any  | batejats | total    | %        | total     | clergat secular | clergat regular | batejats por sacerdot | diaques | homes      | dones      |            |
| 1950 | 146.526  | 147.808  | 99,1     | 92        | 69              | 23              | 1.592                 |         | 32         | 95         | 40         |
| 1970 | 421.050  | 427.730  | 98,4     | 131       | 84              | 47              | 3.214                 |         | 58         | 280        | 46         |
| 1980 | 480.030  | 490.985  | 97,8     | 111       | 59              | 52              | 4.324                 | 1       | 56         | 235        | 51         |
| 1990 | 438.670  | 447.150  | 98,1     | 114       | 61              | 53              | 3.847                 | 5       | 56         | 240        | 67         |
| 1999 | 499.500  | 508.500  | 98,2     | 131       | 82              | 49              | 3.812                 | 12      | 50         | 189        | 67         |
| 2000 | 499.500  | 508.500  | 98,2     | 135       | 86              | 49              | 3.700                 | 12      | 50         | 192        | 67         |
| 2001 | 501.000  | 510.000  | 98,2     | 143       | 91              | 52              | 3.503                 | 18      | 53         | 195        | 67         |
| 2002 | 499.500  | 508.500  | 98,2     | 139       | 90              | 49              | 3.593                 | 19      | 50         | 168        | 67         |
| 2003 | 502.650  | 511.850  | 98,2     | 160       | 105             | 55              | 3.141                 | 21      | 56         | 146        | 68         |
| 2004 | 502.700  | 510.720  | 98,4     | 146       | 96              | 50              | 3.443                 | 21      | 51         | 150        | 68         |
| 2013 | 527.490  | 535.817  | 98,4     | 139       | 93              | 46              | 3.794                 | 32      | 53         | 184        | 69         |